# Sörby församling, Linköpings stift
Sörby församling var en församling i Linköpings stift inom Svenska kyrkan i Östergötlands län. Församlingen uppgick 1791 i Mjölby församling.
Sörby kyrka ödelades 1791.

## Administrativ historik
Församlingen har medeltida ursprung. 
Församlingen var före 1791 annexförsamling i pastoratet Mjölby och Sörby. 1791 uppgick Sörby församling i Mjölby församling, vilken därpå till 1 mars 1890 benämndes Mjölby med Sörby församling.

## Komministrar
Komministrar i Sörby församling.
| Ämbetstid | Namn                  | Levnadstid | Kommentarer                                 |
| --------- | --------------------- | ---------- | ------------------------------------------- |
| 1593      | Theodorus Martini     |            |                                             |
| 1635–1650 | Jonas Neokylander     | –1650      | Senare kyrkoherde i Kullerstads församling. |
| 1650–1673 | Laurentius Magni Uhr  | 1621–1676  | Avsatt 1673.                                |
| 1673–1675 | Petrus Stephani Luth  | –1677      | Senare komminister i Kimstads församling.   |
| 1675–1676 | Laurentius Magni Uhr  | 1621–1676  |                                             |
| 1678–1681 | Petrus Petri Lucander | 1647–1692  | Senare kyrkoherde i Trehörna församling.    |
| 1681–1691 | Laurentius Wrethelius | 1652–1694  | Senare kyrkoherde i Mjölby församling.      |
| 1690–1711 | Samuel Amnelius       | 1661–1711  |                                             |
| 1712–1732 | Håkan Åstrand         | 1684–1753  | Senare kyrkoherde i Gårdeby församling.     |
| 1733–1741 | Petrus Regnér         | 1698–1754  | Senare kyrkoherde i Mjölby församling.      |
| 1741–1763 | Hemming Schorelius    | 1705–1765  | Avsatt 1763.                                |
| 1763–1772 | Lars Flodman          | 1724–1772  |                                             |
| 1774–1791 | Johan Sandström       | 1735–1805  |                                             |

## Klockare
| Ämbetstid | Namn                      | Levnadstid | Kommentarer |
| --------- | ------------------------- | ---------- | ----------- |
| 1691–1706 | Christopher               |            | Klockare    |
| 1709–1710 | Per Jonsson               |            | Klockare    |
| 1711      | Carl                      | –1711      | Klockare    |
| 1712      | Måns                      |            | Klockare    |
| 1715–1718 | Mårten                    |            | Klockare    |
| 1734–1743 | Johan Mårtensson          |            | Klockare    |
| 1748–1776 | Peter Månsson             | 1721–      | Klockare    |
| 1784–1791 | Daniel Bengtsson Askeblad | 1734–1797  | Klockare    |